# Флојд Патерсон
Флојд Патерсон (енгл. Floyd Patterson; 4. јануар 1935 — 11. мај 2006) био је амерички професионални боксер. Двоструки шампион света у тешкој категорији и освајач златне олимпијске медаље у Хелсинкију 1952. године.

## Каријера
Одрастао је у веома сиромашној породици и у једном од најсиромашнијих делова Њујорка.
Пре него што је у мају 1956. прешао да боксује у тешкој категорији, осваја за Сједињене Америчке Државе златну олимпијску медаљу 1952. године. Дана 30. новембра 1956. је победио Арчија Мура у борби за титулу, али је техничким нокаутом Ингемар Јохансон преузео титулу 1959. Међутим средином 1960. он је повратио титулу победивши Јохансона. У марту 1961, нокаутирао је опет Јохансона у шестој рунди и одбранио наслов.
Патерсонов тренер је један од најхаризматичнијих лица у историји модерног бокса — Кус Дамато, који је касније тренирао Мајка Тајсона и од њега створио шампиона. Патерсон је био веома скроман, пристојан, па чак и рањива особа, због чега и добија свој надимак „Господин бокса“. После великог нокаута и тешких удараца које задаје Јохансону (који је лежао на поду ринга), уместо да се радује и демонстрира супериорност он је пожурио да помогне противнику да устане. По сопственом признању, био је ужаснут чињеницом да је он толико тешко претукао човека. Кус Дамато је признао да је готово апсолутна неспособност за агресију код Флојда, проблем који он као тренер није могао превазићи. „Нисам велики шампион — само сам шампион“, често је понављао скромни Патерсон, а европски новинари назвали су га Фројд Патерсон (алудирајући на др Зигмунда Фројда).
Патерсон је био веома технички поткован боксер и изванредно се штитио од удараца, касније сличну технику примењује и Тајсон.
Године 1962,, Патерсон је изгубио титулу од Сонија Листона. То је једна од најтежих борби у његовој каријери. Последњу професионалну борбу је имао против Мухамеда Алија 1972. и поражен је техничким нокаутом у седмој рунди.
После пораза од Алија, одлучује да се повуче из професионалног бокса. У то време је имао 37 година, боксовао је укупно 64 борбе, од тога 55 победа (40 нокаутом), 8 пораза и 1 нерешено.

## Смрт
У каснијим годинама, Флојд Патерсон је боловао од Алцхајмерове болести и рака простате. Преминуо је 2006. у 71 години. Сахрањен је на гробљу у Њу Палцу у држави Њујорк. 